# Topdog
Topdogs sind nach Johan Galtung die an der Spitze einer Feudalstruktur stehenden Machthabenden (im Gegensatz zu den Underdogs, also denjenigen, die „die Säge beim Holzfällen aus der Grube heraus bedienen“). Populär wurde der Begriff v. a. durch Urs Widmers Drama Top Dogs (Uraufführung 1996, Buch 1997).